# Vasile Blaga

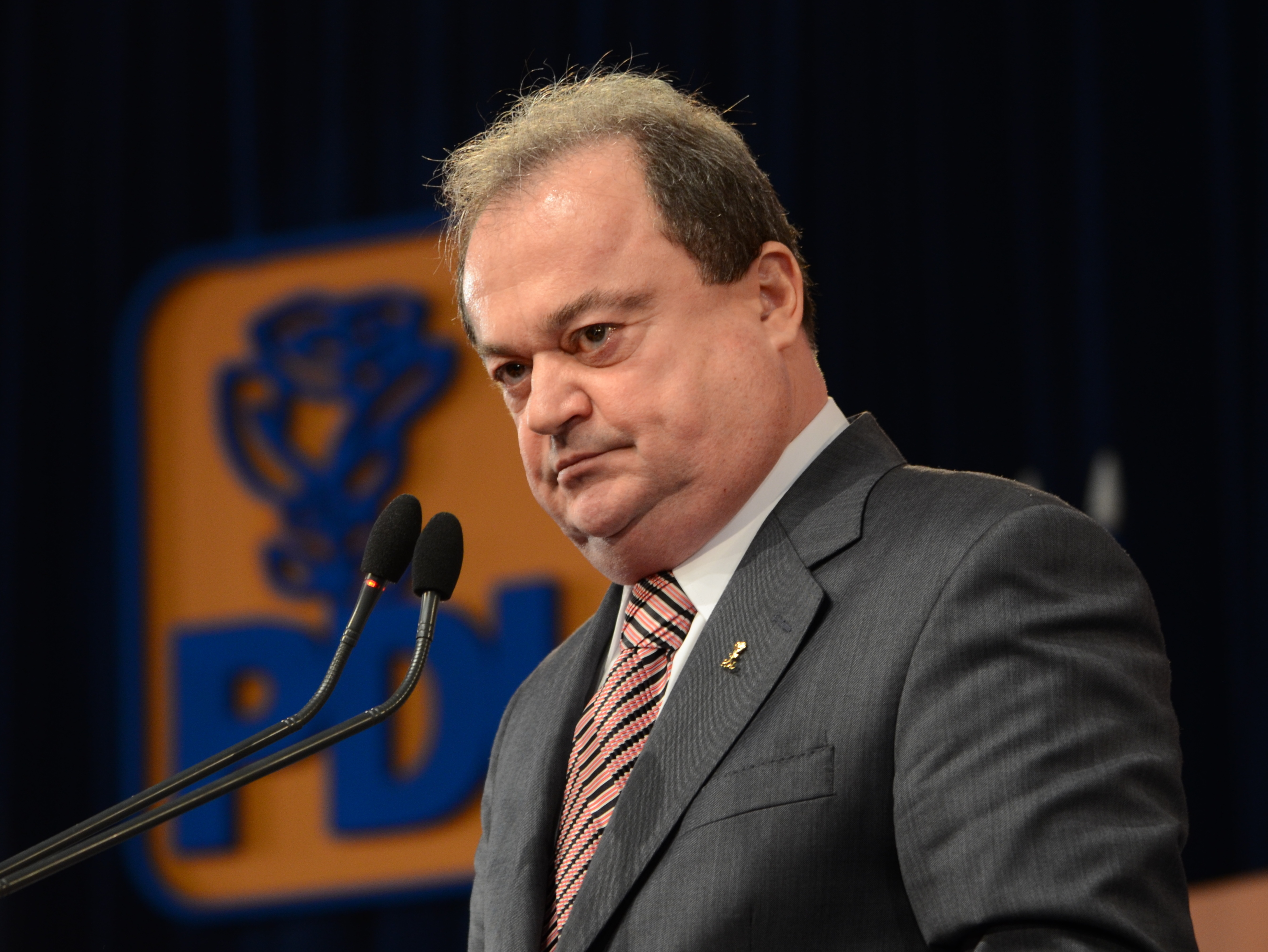
Vasile Blaga 2013

Vasile Blaga (* 26. Juli 1956 in Petrileni, Kreis Bihor) ist ein rumänischer Politiker, Vorsitzender der Demokratisch-Liberalen Partei (rumänisch Partidul Democrat Liberal, PDL), von 2004 bis 2007 Verwaltungs- und Innenminister in der Regierung Tăriceanu, von 2008 bis 2009 Minister für Regionale Entwicklung im Kabinett Boc I, von 2009 bis 2010 Innenminister im Kabinett Boc II, von 2011 bis 2012 Präsident des rumänischen Senats.

## Beruflicher Werdegang
Vasile Blaga studierte von 1976 bis 1981 Maschinenbau an der Polytechnischen Universität Traian Vuia in Timișoara.
Von 1981 bis 1990 arbeitete er für das Maschinenbau-Unternehmen Hiperion in Ștei, erst als Ingenieur, dann als Abteilungsleiter und zuletzt als Handelsdirektor.
Nachdem er von 1994 bis 1995 mehrere Kurse im Zollwesen an der Akademie in Wien und anschließend in Weiden in der Oberpfalz absolviert hatte, wurde er zum Generaldirektor der Regionalen Zolldirektion Oradea ernannt.

## Politische Karriere
Ab 1990 begann die politische Tätigkeit Blagas als Abgeordneter der neu gegründeten Front der Nationalen Rettung (rumänisch Frontul Salvării Naţionale, FSN) des Kreises Bihor. Im gleichen Jahr wurde er zum Vorsitzenden des Rats der Front zur Nationalen Rettung (rumänisch Consiliul Frontului Salvării Naționale, CFSN) in Ștei und zum stellvertretenden Vorsitzenden des Rats der Front zur Nationalen Rettung im Kreis Bihor gewählt, ein Jahr später zum Vorsitzenden der  Front der Nationalen Rettung Bihor.
Als Gründungsmitglied der Demokratischen Partei (rumänisch Partidul Democrat, PD) war Blaga von 1991 bis 1997 Vorsitzender der Kreisorganisation Bihor und von 1997 bis 2001 Generalsekretär der PD Bihor. Im Jahr 2001 wurde er zum Vorsitzenden der PD Bukarest gewählt.
Nach den Parlamentswahlen vom November 2004, als  Blaga Wahlkampfchef  Băsescus war, wurde er Berater des neu gewählten Präsidenten in Angelegenheiten der Verteidigung und Staatssicherheit und Chef des Departements der Nationalen Sicherheit und Präsidialverwaltung.
Im Dezember 2007 fusionierte die Demokratische Partei (PD) mit der Liberal-Demokratischen Partei (rumänisch Partidul Liberal Democrat, PLD) unter Theodor Stolojan zur Demokratisch-Liberalen Partei (rumänisch Partidul Democrat Liberal, PD-L).
Nach der Niederlage der Demokratisch-Liberalen Partei (PD-L) bei den landesweiten Kommunalwahlen im Juni 2012 ist deren Führung geschlossen zurückgetreten. Zwei Wochen später wählte die PD-L auf dem Parteitag in Bukarest Vasile Blaga zum neuen Vorsitzenden.
Während der Staatskrise in Rumänien 2012 setzte die Regierungskoalition am 3. Juni 2012 die Präsidenten beider Parlamentskammern ab. Senatspräsident Vasile Blaga bezeichnete seine Absetzung als illegal und sprach von einem „Staatsstreich“ des Bündnisses von Regierungschef Victor Ponta. Der Senat wählte anschließend den Vorsitzenden der Liberalen Partei (PNL), Crin Antonescu, zum neuen Präsidenten der Kammer.
2014 ging die PD-L in der PNL auf und Blaga war bis 2016 gemeinsam mit Alina Gorghiu Co-Vorsitzender.

## Mitgliedschaften
Vasile Blaga ist Mitglied in folgenden Gesellschaften:
- “Asociația Generală a Inginerilor din România” AGIR
- “Societatea Inginerilor de Automobile din România” SIAR
- “Asociația Inginerilor Mecanici Agricoli din România” AIMAR
- “Society of Automotive Engineers” SAE, USA
- “Societé des Ingenieurs de l’Automobile” SIA, Franta

## Geschäftsmann
Neben seiner politischen Tätigkeit tritt Vasile Blaga als Geschäftsmann in Erscheinung. Er ist Aktionär verschiedener Banken (Banca Transilvania, SIF1 Banat-Crișana, Banca Romexterra), Aktionär von Möbelfabriken (Mobimod SA, Supermod Impex SRL Oradea), Handelsunternehmen (Confort Astra Import Export SA) oder Automobil-Ersatzteile-Hersteller- und Transportunternehmen (Romagro, Transport SRL, Suplacu de Barcău).